# Viaducto Chalfont
El viaducto Chalfont (también conocido como viaducto Chalfonts o el viaducto Misbourne) es un viaducto de ferrocarril de cinco arcos en la línea principal de Chiltern al sudeste de Inglaterra. Localizado entre las estaciones Gerrards Cruz y Denham Golf Club, abarca la autopista M25 entre la intercepción 16 y 17. Técnicamente, el puente es el viaducto Chalfont N.º 1; el viaducto más largo, el Chalfont N.º 2, está a una corta distancia hacia el oeste.
El puente es notado como hito local porque por más de 20 años ha sostenido un grafiti, "give peas a chance" pintada en letras blancas grandes en el alféizar frente al sur.

## Construcción

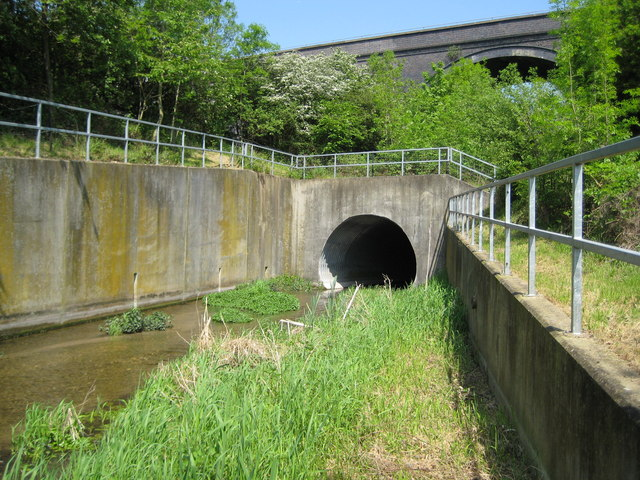
El río Misbourne desviado a través de las alcantarillas bajo la autopista M25

El viaducto se construyó con ingeniería de ladrillos azules y negros con decorativos adicionales de ladrillo. El puente tiene aproximadamente 12.5 m (41 pies de alto), aunque varía en altura debido a los cambios en el nivel del suelo, y tiene cinco arcos semielípticos, cada uno de 15.5 metros (51 pies de ancho). Fue construido entre 1902 y 1906 por el Great Western Railway (GWR) para llevar los trenes en el Great Western y Gran junta Central de Tren entre Londres y High Wycombe a través del Río Misbourne. fue diseñado por Charles James Inglis, jefe ingeniero civil de la GWR, y el ingeniero asistente Robert Cherry Sikes.
A mediados de la década de 1980 la construcción de la autopista M25 requirió desviar el Misbourne a través de alcantarillas subterráneas de hormigón. La ruta de la autopista fue alineada para pasar a través de los arcos del viaducto Chalfont, dejando el viaducto en gran parte inalterado, aparte de la elevación del nivel del suelo y la adición de los concretos de apoyoss y barreras de protección. El viaducto es el único puente construido de ladrillo en esta sección de la autopista M25.

## Grafiti
Desde hace muchos años el Chalfont tiene un eslogan en grafiti, "give peas a chance" pintado en letras blancas grandes en el pretil que frente al sur, visible a  los conductores en la M25 en el sentido de las agujas del reloj. El lado norte del puente tiene pintado "peas06".
Originalmente, el grafiti en el vierteaguas del sur sencillamente decía "peasGuisantes". Se cree que "guisantes" era la etiqueta de un graffitero londinense, el cual puede ser visto en otras ubicaciones. Las palabras "dan" y "una posibilidad" fueron añadidas después. El eslogan alterado puede referirse a que el artista es repetidamente arrestado, y también puede ser un juego de palabras en referencia a la popular canción de John Lennon de 1969 "Give Peace a Chance".
El grafiti se ha convertido en un popular punto de referencia local, y es conocido cariñosamente por los automovilistas como una tranquilizadora marca de ubicación. Cuando el grafiti fue removido parcialmente en 2018 se le pidió comentarios a los medios.